# Valéria Piassa Polizzi
Valéria Piassa Polizzi (São Paulo, 1971) es una escritora brasileña, autora del libro ¿Por qué a mí?, una autobiografía publicada en 1997, donde relata haber contraído el virus del [VIH] a los 15 años de edad . El libro  tuvo más de trescientos mil ejemplares vendidos en Brasil, y fue lanzado en Alemania, Austria, España, Italia, México y Portugal, entre otros.
Valeria fue cronista y columnista de la revista Atrevida, por unos años, escribiendo la columna de la última página, «Papo de Garota». Actualmente continúa escribiendo y dando conferencias. En el 2007 y 2008, pasó una temporada en México dando presentaciones en diversas escuelas, motivo de su libro Depois daquela viagem, traducido al español como título ¿Por qué a mí?. En México su obra ha vendido más de cien mil ejemplares.
Su libro "¿Por qué a mí?" Así de forma directa inteligente y valiente escribe su odisea personal está joven brasileña, Sus armas para alertar a los jóvenes contra esta enfermedad son la Honestidad implacable y el buen humor para enfrentar los problemas ⭐.

### Libros
- ¿Por qué a mí?- diario de bordo de una joven que aprende a vivir con SIDA (Ed Ática, 1997)

- o (coletânea de crônicas. Ed Ática, 1230)

- Papo de garota (coletânea de crónicas Ed. O nome da rosa, 2001)

### Antologías de cuentos
- Grandes amigos - Pais e filhos (Panda Books, 2005)

- Mecanismos precários (Ed Terracota, 2010)